# Washington Redskins 1963
La stagione 1963 dei Washington Redskins è stata la 32ª della franchigia nella National Football League e la 27ª a Washington. Sotto la direzione del capo-allenatore Bill McPeak la squadra ebbe un record di 3-11, terminando sesta nella NFL Eastern e mancando i playoff per il 18º anno consecutivo. 

## Calendario
| Stagione regolare |              |                        |           |        |                               |          |         |
| Turno             | Data         | Avversario             | Risultato | Record | Stadio                        | Pubblico | Sintesi |
| 1                 | 15 settembre | at Cleveland Browns    | S 14–37   | 0–1    | Cleveland Municipal Stadium   | 57,618   | Recap   |
| 2                 | 21 settembre | at Los Angeles Rams    | V 37–14   | 1–1    | Los Angeles Memorial Coliseum | 29,295   | Recap   |
| 3                 | 29 settembre | Dallas Cowboys         | V 21–17   | 2–1    | DC Stadium                    | 40,101   | Recap   |
| 4                 | 6 ottobre    | New York Giants        | S 14–24   | 2–2    | DC Stadium                    | 49,419   | Recap   |
| 5                 | 13 ottobre   | Philadelphia Eagles    | S 24–37   | 2–3    | DC Stadium                    | 49,219   | Recap   |
| 6                 | 20 ottobre   | at Pittsburgh Steelers | S 27–38   | 2–4    | Pitt Stadium                  | 41,987   | Recap   |
| 7                 | 27 ottobre   | St. Louis Cardinals    | S 7–21    | 2–5    | DC Stadium                    | 46,921   | Recap   |
| 8                 | 3 novembre   | at Dallas Cowboys      | S 20–35   | 2–6    | Cotton Bowl                   | 18,838   | Recap   |
| 9                 | 10 novembre  | at St. Louis Cardinals | S 20–24   | 2–7    | Busch Stadium                 | 18,197   | Recap   |
| 10                | 17 novembre  | Pittsburgh Steelers    | S 28–34   | 2–8    | DC Stadium                    | 49,219   | Recap   |
| 11                | 24 novembre  | at Philadelphia Eagles | V 13–10   | 3–8    | Franklin Field                | 60,671   | Recap   |
| 12                | 1º dicembre  | Baltimore Colts        | S 20–36   | 3–9    | DC Stadium                    | 44,006   | Recap   |
| 13                | 8 dicembre   | at New York Giants     | S 14–44   | 3–10   | Yankee Stadium                | 62,992   | Recap   |
| 14                | 15 dicembre  | Cleveland Browns       | S 20–27   | 3–11   | DC Stadium                    | 40,865   | Recap   |

Nota: gli avversari della propria division sono in grassetto.

## Classifiche
| NFL Eastern         |    |    |   |      |       |     |     |     |
|                     | V  | S  | P | %    | DIV   | PF  | PS  | STR |
| New York Giants     | 11 | 3  | 0 | .786 | 9–3   | 448 | 280 | V3  |
| Cleveland Browns    | 10 | 4  | 0 | .714 | 9–3   | 343 | 262 | V1  |
| St. Louis Cardinals | 9  | 5  | 0 | .643 | 8–4   | 341 | 283 | S1  |
| Pittsburgh Steelers | 7  | 4  | 3 | .636 | 7–3–2 | 321 | 295 | S1  |
| Dallas Cowboys      | 4  | 10 | 0 | .286 | 3–9   | 305 | 378 | V1  |
| Washington Redskins | 3  | 11 | 0 | .214 | 2–10  | 279 | 398 | S3  |
| Philadelphia Eagles | 2  | 10 | 2 | .167 | 2–8–2 | 242 | 381 | S2  |

Note: I pareggi non venivano conteggiati ai fini della classifica fino al 1972.